# Asma al-Ghul
Asma al-Ghul (Rafah, 1982), é uma jornalista, secular, feminista e ativista pelos direitos humanos que escreve para o jornal baseado em Ramallah chamado Al-Ayyam. Ela se destaca por denunciar casos de corrupção envolvendo políticos palestinos e abusos de direitos humanos causados pelo Hamas.
Ela vive na Faixa de Gaza, tendo sido presa algumas vezes, inclusive sendo torturada por forças de segurança do Hamas. Em 2010, recebeu um prêmio da Human Rights Watch.